# サラール駅
サラール駅（ウズベク語: Salor bekati）はウズベキスタンのタシュケントミルザ・ウルグベク地区にある、ウズベキスタン鉄道の駅。タシュケントからカザフスタン方面に向かうトルキスタン・シベリア鉄道とトランス・アラル鉄道の共用路線とホジャケント方面に向かうタシュケント-ホジャケント線の分岐駅であるが、旅客列車はタシュケント南駅からホジャケント方面に向かうエレクトリーチカのみが停車する。

## 駅構造
島式ホーム1面2線を有する盛り土上の高架駅。独立大通りとの交差部に駅出入口があるが駅名を示す看板が無く、ホームに駅名標も無い。

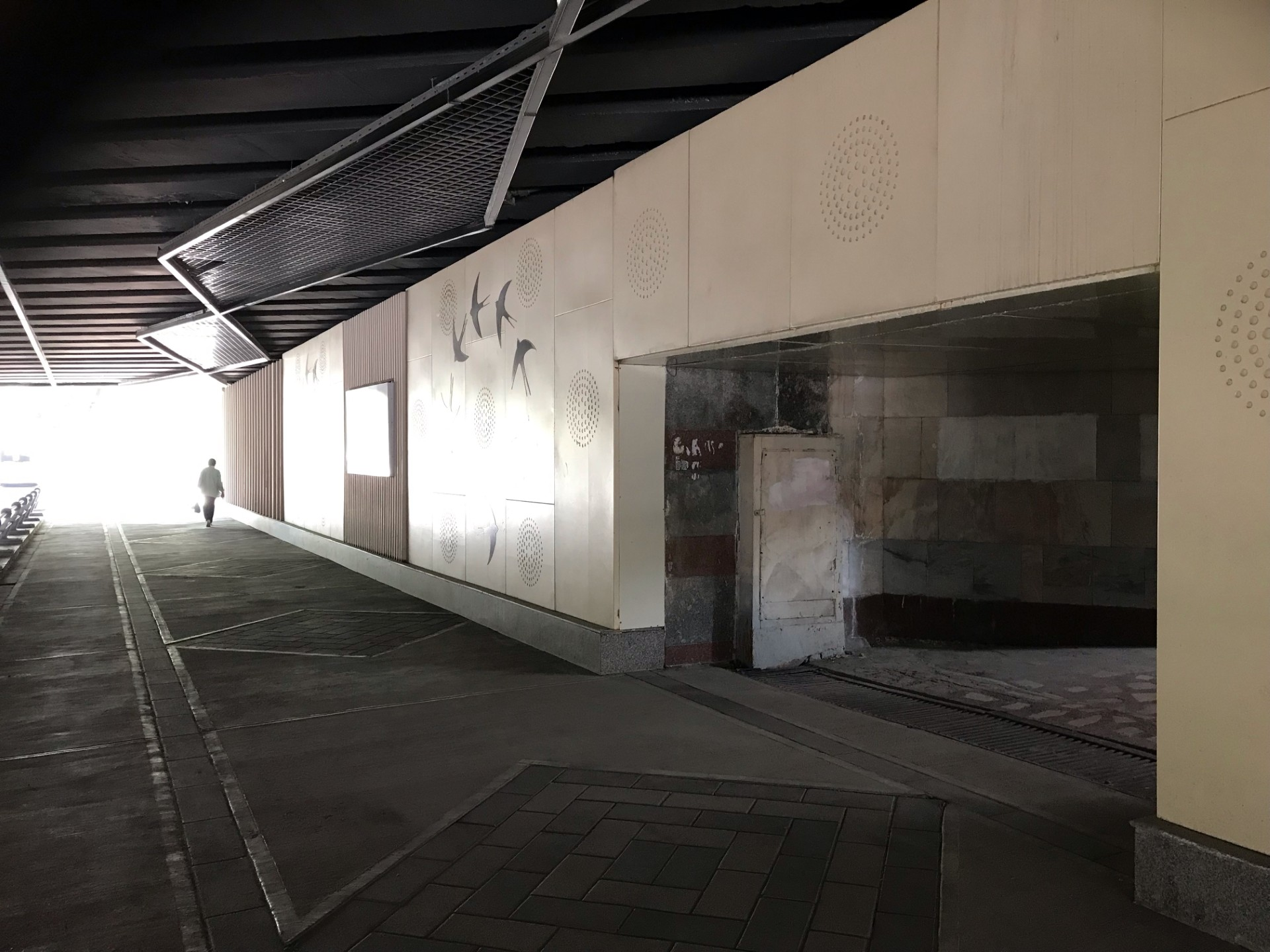
高架下の駅出入口
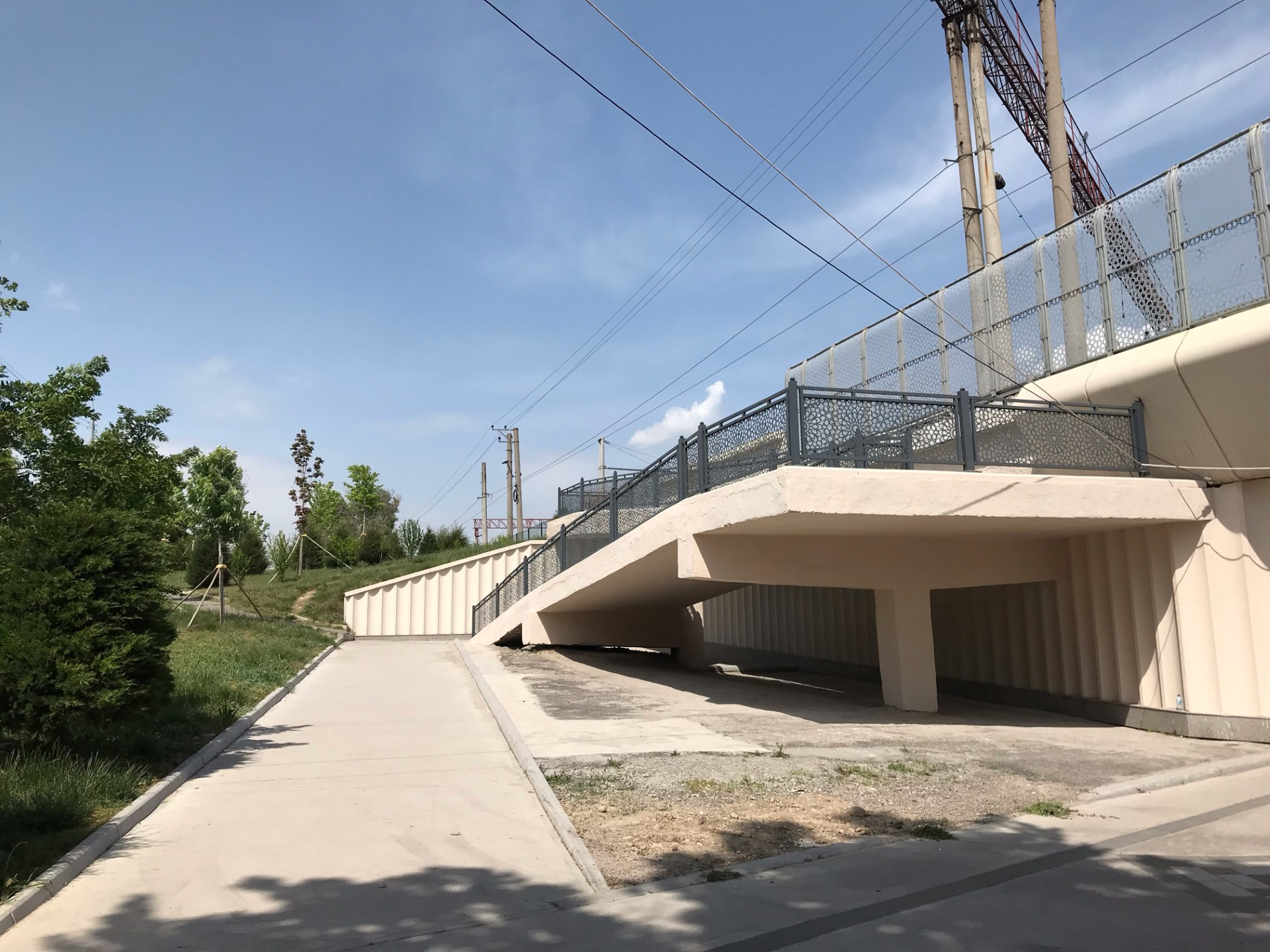
ホーム横の駅出入口

## 駅周辺
- 独立大通り（ウズベク語版）
- タシュケント地下鉄チランザール線 プーシキン駅
- ディナモ体育スポーツ協会（ウズベク語版）
- NBUスタジアム
- ミルザ・ウルグベク地区本部
- STARS国際大学

## 隣の駅
ウズベキスタン鉄道
エレクトリーチカ
タシュケント駅 - サラール駅 - シャーラバード駅